# Camp 14 – Total Control Zone
Camp 14 – Total Control Zone (dt. Lager 14 – vollständig überwachte Zone) ist ein Film aus dem Jahr 2012 über das Schicksal des Lagerinsassen Shin Dong-hyuk im Internierungslager Kaech’ŏn (Camp 14) in Nordkorea. Der Film beruht auf den Aussagen von Shin, die auch zu einem Buch verarbeitet worden waren (Escape from Camp 14; deutsche Ausgabe: Flucht aus Lager 14, 2013), das ein Bestseller wurde. Im Jahr 2015 kamen jedoch Zweifel über den Wahrheitsgehalt von Shins Aussagen auf. Er hatte »entscheidende Teile« seiner Geschichte »verändert«, und er gab schließlich zu, dass Teile seiner Geschichte nicht wahr waren.

## Inhalt
Der Inhalt des Films ist ein Teil der Geschichte des ehemaligen Gefangenen Shin Dong-hyuk. Er wurde, nach Angaben des Films, 1983 im Lager Kaechon geboren und schildert nach seiner Flucht die Menschenrechtsverletzungen, die er im Lager selbst erlitten oder beobachtet hat, sowie das Leben im Lager und dessen Aufbau. Seine Geschichte wird mit animierten Zeichnungen  illustriert. Zudem werden Filmaufnahmen eines Straflagers gezeigt, die Kwon Hyuk, einer von zwei interviewten ehemaligen Wärtern, gemacht hat. Die ehemaligen Wärter erzählen von ihren Erlebnissen. Des Weiteren wird gezeigt, wie sich Shin bei Menschenrechtsorganisationen einsetzt und in Alltagssituationen in Seoul. Zu Beginn des Filmes beschreibt er seine Gefühlslage.

### Besondere Schilderungen von Shin Dong-hyuk, die im Film wiedergegeben werden
- Shins Mutter war eine Belohnung für seinen Vater. Shin wurde im Lager geboren.
- Seine erste Erinnerung im Alter von ca. 4 Jahren war eine öffentliche Hinrichtung, zu der alle abkömmlichen Arbeiter erscheinen mussten.
- Im Alter von 6 Jahren begann er mit seiner Zwangsarbeit, dem Schieben von Güterloren in einem Bergwerk.
- Als er 7 oder 8 Jahre alt war, erlebte Shin, wie ein sechsjähriges Mädchen in seiner Schule für den Diebstahl von fünf Weizenkörnern über mehrere Stunden auf dieselbe Stelle am Kopf geschlagen wurde, sodass es kurz darauf starb.
- Als er 14 war, belauschte er ein Gespräch zwischen seiner Mutter und seinem Bruder, der von seiner Zwangsarbeit geflohen war. Die Mutter sagte dem Bruder, er könne nicht bei ihr bleiben, er solle sich stattdessen in den Bergen verstecken oder aus dem Lager fliehen. Shin meldete den Verdacht, dass seine Mutter und sein Bruder flüchten wollen, seinem Lehrer. Er versuchte dabei, einmal satt essen oder die Wahl zum Klassensprecher herauszuhandeln. Die Wünsche wurden nicht erfüllt, stattdessen wurde er am nächsten Tag festgenommen und vom 6. April 1996 an in eine kleine Zelle des Lagergefängnisses gesperrt. Dort konnte er sich „knapp hinlegen“.[2] Außer einem Loch im Boden, das die Toilette darstellte, gab es nichts in der Zelle. Im Gefängnis wurde er geschlagen und gefoltert. Beispielsweise wurde er an Händen und Füßen an der Decke, mit dem Rücken nach unten, aufgehängt und unter seinem Rücken wurde ein Feuer angezündet. Er hat noch heute Narben von den Brandwunden und anderen Verletzungen, die ihm im Lager zugefügt wurden. Rückblickend ist er sich unsicher, ob seine Mutter und sein Bruder überhaupt fliehen wollten.
- Nachdem er darauf hinwies, dass er Mutter und Bruder gemeldet hatte – der Lehrer hatte dies nie weitergegeben –, wurde er in eine Zweimannzelle verlegt. Der ältere Mithäftling säuberte Shins eiternde Wunden. An dem Tag als Shin und sein Vater aus dem Gefängnis entlassen wurden, der 29. November 1996, wurden sie gezwungen, die öffentliche Hinrichtung von Shins Mutter Jang Hye Gyung durch Hängen und seines Bruders Shin He Geun durch Erschießen aus vorderster Reihe mit anzusehen.[3][4]
- Am 2. Januar 2005 versuchten Shin und sein Freund Park Yong-chul, der 2004 ins Lager kam und Shin von der Welt außerhalb des Lagers erzählte, durch den Hochspannungs-Elektrozaun zu flüchten. Als Motivation für die Flucht gab Shin an, sich von der Welt, wie Park sie beschrieb, zu versichern und einmal im Leben einen Hähnchenschenkel zu essen oder Reis, bis er satt wäre. Park wird durch einen Stromschlag getötet, bleibt im Zaun leblos liegen und bildet eine Lücke im Zaun. Über den Rücken des Freundes kann Shin entkommen und über den zugefrorenen Fluss Tumen nach China fliehen. Durch den Strom erlitt Shin Verbrennungen an den Schienbeinen.

Ein Bewusstsein über das erlebte Unrecht hatte Shin nicht, da er kein anderes Leben kannte und das, was er erlebte, im Einklang mit den Lagerregeln stand.

### Allgemeine Berichte Shins zum Lagerleben
- Shin erlebte nach eigener Aussage Dutzende von öffentlichen Hinrichtungen jedes Jahr.[5]
- Im Lager wurde nur Mais und Chinakohlsuppe als Essen ausgegeben; bei Fehlverhalten nur eine halbe Portion. Die Häftlinge aßen zudem Ratten, wenn sie welche fangen konnten.
- Im Lager ist es den Gefangenen verboten frei zu sprechen, sich frei zu bewegen, zu essen was sie möchten, zu schlafen wann sie wollen, zu lieben und Freunde zu haben.
- In den Lagerhütten, bestehend aus nur einem Raum, mussten Shin und seine Familie auf dem Betonboden schlafen, da es keine Möbel gab.
- Die Anzahl an Gefangenen im Camp 14 schätzt er auf 20.000 bis 30.000.

### Nach der Flucht
Als er in Südkorea ankam, wurde er über mehrere Wochen vom südkoreanischen Geheimdienst verhört und seine Geschichte überprüft. Über den Inhalt der Verhöre ist er per schriftlichem Eid zur Verschwiegenheit verpflichtet. Shin engagiert sich nun für Menschenrechte, bspw. bei Liberty in North Korea (LiNK). Er fühlt sich seiner Heimat Nordkorea immer noch sehr verbunden und möchte, falls es dort einmal keine Lager mehr gäbe, zurückkehren, Ackerbau betreiben und von selbstgeernteten Produkten leben. Er sagt, dass er zwar im Lager viele Schmerzen erleiden, hungern und Bestrafungen hinnehmen musste, wenn er seine Arbeit nicht gut ausführte, in Südkorea aber müsse man leiden, wenn man nicht genug Geld habe. Ihm macht die Tatsache, dass sich alles ums Geld drehe, das Leben schwer. Auch hat er den Eindruck, dass in Südkorea die Selbstmordrate höher sei als im Camp. Er vermisst die Sorglosigkeit und sein „unschuldiges Herz“.

### Aussagen zweier ehemaliger Wärter in nordkoreanischen Straflagern
Die beiden interviewten, und in Alltagssituationen begleiteten, ehemaligen Wärter, Oh-Young-Nam (ehemaliger Sicherheitsoffizier) und Kwon Hyuk (ehemaliger Kommandant der Wärter), schildern wie wenig ein Leben eines Häftlings gewogen habe („weniger als das eines Wurms“ bzw. „nicht mehr als das einer Fliege“) und auch wie schnell eine Internierung erfolgen kann. Häftlinge zu töten oder zu vergewaltigen hatte keinerlei Folgen von Seiten des Regimes für die Wärter. Wurden Frauen von Wärtern schwanger, wurde ein Grund erfunden, warum sie zu töten seien. Auch wird von der oben erwähnten Feuer-Folter und einer Wasser-Folter erzählt, bei der der Gefangene in einem Wasserbecken war und der Wärter den Wasserstand regulieren konnte, sodass die Gefolterten fürchten mussten zu ertrinken. Nach einer Erschießung in einem regulären Straflager gab es eine extra Ration für die Wärter: etwas Fleisch und zwei Flaschen eines alkoholischen Getränks. Nicht so bei den Erschießungen in einem Straflager für politische Gefangene. Teilweise organisierten die Wärter eine Gruppe von Gefangenen, die einen anderen Häftling töten sollte, sonst würden sie alle seinetwegen bestraft. Oh-Young-Nam, zu seiner Zeit als Wärter 21 oder 22 Jahre alt, bereut sein Verhalten.

## Produktion und Vertrieb
An der Produktion waren neben der Engstfeld Film GmbH, der Bayerische Rundfunk, der Westdeutsche Rundfunk und Arte beteiligt. Der Vertrieb erfolgt über die Global Screen GmbH.

## Förderung
Der Film wurde von der Film- und Medienstiftung NRW (20.000 €), dem Beauftragter der Bundesregierung für Kultur und Medien (95.000 – 150.000 €), dem Deutschen Filmförderfonds (313.594 €) und der Filmförderungsanstalt (82.839 € nach dem Referenzprinzip) gefördert.

## Ausstrahlungen
- Uraufführung: 4. August 2012 (IFF Locarno)[10]
- Erstaufführung in Deutschland: 1. November 2012 (DOK Leipzig)[10]
- Kinostart in Deutschland: 8. November 2012.[10] Besucher 2012: 105.92[8]
- Toronto International Film Festival[6]
- Arte (5. März 2014, 20:15 Uhr)[2]

## Glaubwürdigkeit von Shin
Im Januar 2015 veröffentlichte die koreanische Regierung ein Video, das angeblich Shins Vater zeigt, der die Geschichte seines Sohnes als Fälschung bezeichnet.
Als Shin dazu befragt wurde, widerrief er Teile seiner Geschichte und erklärte, dass entscheidende Teile seiner Erzählung nicht wahr seien, darunter Abschnitte über seinen Aufenthalt im Lager 14, und wie alt er war, als er gefoltert wurde.